# Salinas (kommunhuvudort)
Salinas är en kommunhuvudort i Spanien.   Den ligger i provinsen Provincia de Alicante och regionen Valencia, i den sydöstra delen av landet, 300 km sydost om huvudstaden Madrid. Salinas ligger 491 meter över havet och antalet invånare är 1 422.
Terrängen runt Salinas är huvudsakligen kuperad, men åt nordost är den platt. Runt Salinas är det ganska tätbefolkat, med 104 invånare per kvadratkilometer. Närmaste större samhälle är Elda, 11,5 km öster om Salinas. Omgivningarna runt Salinas är i huvudsak ett öppet busklandskap.